# Picapauzinho-de-pintas-amarelas
Picapauzinho-de-pintas-amarelas (nome científico: Picumnus exilis) é uma espécie de ave pertencente à família dos picídeos.  Pode ser encontrada no Brasil, Colômbia, Guiana Francesa, Guiana, Suriname e Venezuela. Os seus habitats naturais são: florestas subtropicais ou tropicais úmidas de baixa altitude e florestas antigas altamente degradadas.